# UGC 3730
Arp 141/UGC 3730 ist ein interagierendes Galaxienpaar im Sternbild Camelopardalis, die etwa 127 Millionen Lichtjahre von der Milchstraße entfernt ist. Halton Arp gliederte seinen Katalog ungewöhnlicher Galaxien nach rein morphologischen Kriterien in Gruppen. Diese Galaxie gehört zu der Klasse Elliptischer Galaxien mit ausströmenden Material (Arp-Katalog).